# 米勒德縣
米勒德縣（英語：Millard County）是美国犹他州西部的一個郡，西鄰内华达州，面積達17,684平方公里。根據2020年美國人口普查，米勒德縣共有人口12,975人，縣治為菲爾莫爾，最大城市則為德爾塔。米勒德縣成立於1851年10月5日，縣名紀念第13任美国总统米勒德·菲尔莫尔。

## 地理

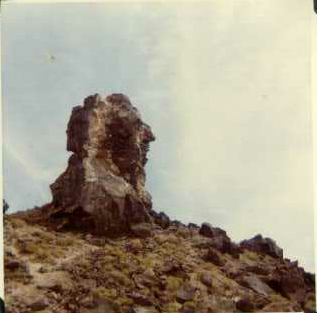
大石頭臉

根據2000年人口普查，米勒德縣總面積為6,828平方英里（17,680平方），其中有6,589平方英里（17,070平方），即96.5%為陸地；239平方英里（619平方），即3.5%為水域。米勒德縣既是州中第三大的縣份，亦是美國面積第32大縣份。塞維爾沙漠覆蓋了大部份米勒德縣土地，而這片沙漠在歷史上曾經是邦納維爾湖的湖底。塞維爾湖位於縣中央附近，而這個小湖正是邦納維爾湖的剩餘部份。

### 毗鄰縣
- 賈布縣：北方
- 桑皮特縣：東方
- 塞維爾縣：東方
- 比佛縣：南方
- 内华达州 林肯縣：西南方
- 內華達州 白松縣：西方

### 國家保護區
- 鱼湖国家森林（部分）

### 大石頭臉
米勒德縣內的帕範谷擁有數個古老的熔岩流和死火山，其中包括“黑岩”熔岩流。“黑岩”附近有一個岩石雕像，名為“大石頭臉”（Great Stone Face）。在適當的角度下觀看，約瑟·斯密的臉容會出現在“大石頭臉”上。

## 人口
| 调查年      | 人口   | 备注 | %±     |
| ----------- | ------ | ---- | ------ |
| 1860        | 715    |      | —      |
| 1870        | 2,753  |      | 285.0% |
| 1880        | 3,727  |      | 35.4%  |
| 1890        | 4,033  |      | 8.2%   |
| 1900        | 5,678  |      | 40.8%  |
| 1910        | 6,118  |      | 7.7%   |
| 1920        | 9,659  |      | 57.9%  |
| 1930        | 9,945  |      | 3.0%   |
| 1940        | 9,613  |      | −3.3%  |
| 1950        | 9,387  |      | −2.4%  |
| 1960        | 7,866  |      | −16.2% |
| 1970        | 6,988  |      | −11.2% |
| 1980        | 8,970  |      | 28.4%  |
| 1990        | 11,333 |      | 26.3%  |
| 2000        | 12,405 |      | 9.5%   |
| 2010        | 12,503 |      | 0.8%   |
| [ 8 ] [ 9 ] |        |      |        |

根據2000年人口普查，米勒德縣擁有12,405居民、3,840住戶和3,091家庭。其人口密度為每平方英里2居民（每平方公里1居民）。米勒德縣擁有4,522間房屋单位，其密度為每平方英里1間（每平方公里0.26間）。米勒德縣的人口是由93.94%白人、0.1%非裔、1.31%原住民、0.48%亞裔、0.2%太平洋岛民、2.76%其他種族和1.21%混血构成。而西班牙裔或拉丁美洲裔佔了人口7.18%。
在3,840住户中，有46.1%擁有一個或以上的兒童（18歲以下）、70.6%為夫妻、7.1%為單親家庭、19.5%為非家庭、18.3%為獨居、10.1%住戶有同居長者。平均每戶有3.19人，而平均每個家庭則有3.66人。在12,405居民中，有37.3%為18歲以下、8%為18至24歲、22.9%為25至44歲、19.4%為45至64歲以及12.3%為65歲以上。人口的年齡中位數為30歲，每100個女性就有104.9個男性。而每100個成年女性（18歲以上）就有101.9個成年男性。
米勒德縣的住戶收入中位數為$36,178，而家庭收入中位數則為$41,797。男性的收入中位數為$36,989，而女性的收入中位數則為$20,168。米勒德縣的人均收入為$13,408。約9.4%家庭和13.1%人口在貧窮線以下，包括17.2%兒童（18歲以下）及7.2%長者（65歲以上）。
於2005年，86.7%白人並非西班牙裔或拉丁美洲人。黑人人口倍增至0.2%，而土著人口則上升至1.5%。另一方面，亞洲人人口下降至0.4%。